# Vallata
Vallata es uno de los 119 municipios o comunas ("comune" en italiano) de la provincia de Avellino, en la región de Campania. Con cerca de 3.193 habitantes, se extiende por un área de 47 km², teniendo una densidad de población de 68 hab/km². Linda con los municipios de Bisaccia, Carife, Guardia Lombardi, Scampitella, y Trevico.

## Demografía
| Gráfica de evolución demográfica de Vallata entre 1861 y 2001 |
|                                                               |
| Fuente ISTAT - elaboración gráfica de Wikipedia               |

- Datos: Q55135
- Multimedia: Vallata / Q55135

1. ↑  Worldpostalcodes.org, código postal n.º 83059.
2. ↑  «Codici Catastali». Comuni-italiani.it (en italiano). Consultado el 29 de abril de 2017.